# Бондарева Ольга Кирилівна
О́льга Кири́лівна Бо́ндарева (нар. 7 січня 1932, Обуховичі) — українська майстриня декоративного мистецтва, ткаля; заслужений майстер народної творчості УРСР 1984 року.

## З життєпису
Народилася 7 січня 1932 року в селі Обуховичах (нині Вишгородський район Київської області, Україна). Ткацтва навчалася у матері — Т. Г. Козяр.
Протягом 1958—1990 років працювала у Київському виробнично-художньому об'єднанні імені Тараса Шевченка. Створювала традиційні для Полісся рушники, серветки, скатерті — роботи виконані ручною човниковою технікою, у поєднанні з перебором, та декоровані геометричним орнаментом.
Її вироби експонувалися у 1970–1980-х роках на міжнародних виставках-ярмарках в Німеччині та Португалії. Окремі роботи зберігаються в Національному музеї українського народного декоративного мистецтва у Києві.